# Zerynthia louristana
Zerynthia louristana är en fjärilsart som först beskrevs av Le Cerf 1908.  Zerynthia louristana ingår i släktet Zerynthia och familjen riddarfjärilar. Inga underarter finns listade i Catalogue of Life.